# Saint-Sorlin-en-Bugey
Saint-Sorlin-en-Bugey è un comune francese di 1 112 abitanti situato nel dipartimento dell'Ain della regione dell'Alvernia-Rodano-Alpi.

## Società

### Evoluzione demografica
Abitanti censiti